# 石貫村
石貫村（いしぬきむら）は、熊本県の北部、玉名郡にかつてあった村。

## 歴史
- 1889年4月1日 - 玉名郡石貫村、富尾村が合併し、石貫村が成立。
- 1954年4月1日 - 玉名町、玉名村、築山村、大浜町、滑石村、八嘉村、豊水村、小田村、梅林村、月瀬村、伊倉町と合併して玉名市となる。

## 学校
- 石貫村立石貫小学校